# Pardosa pusiola
Pardosa pusiola là một loài nhện trong họ Lycosidae.
Loài này thuộc chi Pardosa. Pardosa pusiola được Tord Tamerlan Teodor Thorell miêu tả năm 1891.